# Andrej Burić
Andrej Burić, född den 6 februari 1987 i Rijeka i Kroatien, är en kroatisk längdåkare.
I de olympiska vinterspelen 2010 kom han på en 75:e plats i 15 kilometer fristil.